# System Matters Verlag
Der System Matters Verlag bzw. Jedamzik und Neugebauer GbR – System Matters ist ein Rollenspiel-Verlag aus Gelsenkirchen.

## Unternehmen
Der Verlag entstand aus dem gleichnamigen Podcast, der 2009 von Patrick Jedamzik, Daniel Neugebauer und Mathias Schywek gestartet wurde und bis heute erscheint (Stand: April 2024).
2015 erfolgte die Verlagsgründung durch Patrick Jedamzik und Daniel Neugebauer. Mit Beyond the Wall und andere Abenteuer veröffentlichte der Verlag 2016 seine erste Publikation, noch im selben Jahr folgte Kagematsu von Danielle Lewon.
Seither ist eine Reihe weiterer Spiele veröffentlicht worden, zumeist deutsche Lizenzübersetzungen englischsprachiger und italienischer Pen-&-Paper-Rollenspiele. Zwei inhaltliche Schwerpunkte des Verlagsprogramms bilden einerseits Rollenspiele, die der Old School Renaissance (OSR) zuzuordnen sind, und andererseits solche, deren Regeln auf dem Spiel Apocalypse World aufbauen. Daneben finden sich im Verlagsprogramm zahlreiche frühere Indieveröffentlichungen, unter anderem im Rahmen der Kleinen Reihe. Mit EduTale – Abenteuer im Märchenwald erschien 2023 zudem ein edukatives Spiel, das für den Einsatz in Schule und Therapie entwickelt wurde.
Unter den verlegten Spielen finden sich zahlreiche Träger verschiedener internationaler (Rollen-)Spielpreise, beispielsweise des Diana Jones Award (Star Crossed), des ENnie Award (Brancalonia, Dread, Ironsworn, Mausritter, Swords & Wizardry) sowie des Indie RPG Award (Blades in the Dark, Dungeon World, Kagematsu, Ein ruhiges Jahr, World Wide Wrestling).
Seit 2020 führt der Verlag Rollenspiel-Fanzine-Wettbewerbe durch, deren Erlös gespendet wird.
Der System Matters Verlag ist Mitglied im Verband Deutscher Rollenspiel-Verlage (VDRV).

## Produkte
System Matters verlegt die folgenden Spiele bzw. Spiellinien (Auswahl):

### OSR/Oldschool
- Beyond the Wall und andere Abenteuer
- Dungeon Crawl Classics
- Electric Bastionland
- Mausritter
- Swords & Wizardry

### Powered by the Apocalypse (Apocalypse World)
- Dungeon World
- Ironsworn
- Monsterhearts
- Mythos World
- World Wide Wrestling

### Edukatives Rollenspiel
- EduTale – Abenteuer im Märchenwald

### Kleine Reihe
- Behind the Magic
- English Eerie – Solo-Rollenspiel
- Etwas zu verbergen
- Kagematsu
- Der König ist tot
- One Last Job
- Die Reise durch Daisho
- Ein ruhiges Jahr
- Star Crossed

### Weitere
- Abenteuer gestalten – Ratgeber zum Entwerfen von Rollenspielabenteuern
- Agon
- Blades in the Dark
- Brancalonia – Italo-Western-Rollenspiel auf 5E-Regelbasis
- Dread – ein würfelloses Erzählspiel
- Der Schatten des Dämonenfürsten
- Spire
- Vier gegen die Finsternis – Solo-Rollenspiel